# Bedd Porus

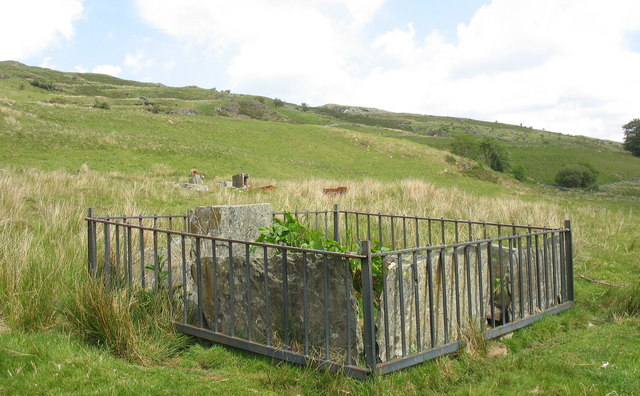
Der Ort der Replik

Der Bedd Porus (auch Porius Stone genannt) liegt als Replik nahe dem Afon Gain (Fluss) östlich von Bronaber bei Trawsfynydd in Gwynedd in Wales und ist ein frühchristlicher Grabstein (möglicherweise von einem Aussätzigengräberfeld) mit der dreizeiligen, lateinischen Inschrift: „Porus liegt hier im Grab“. 

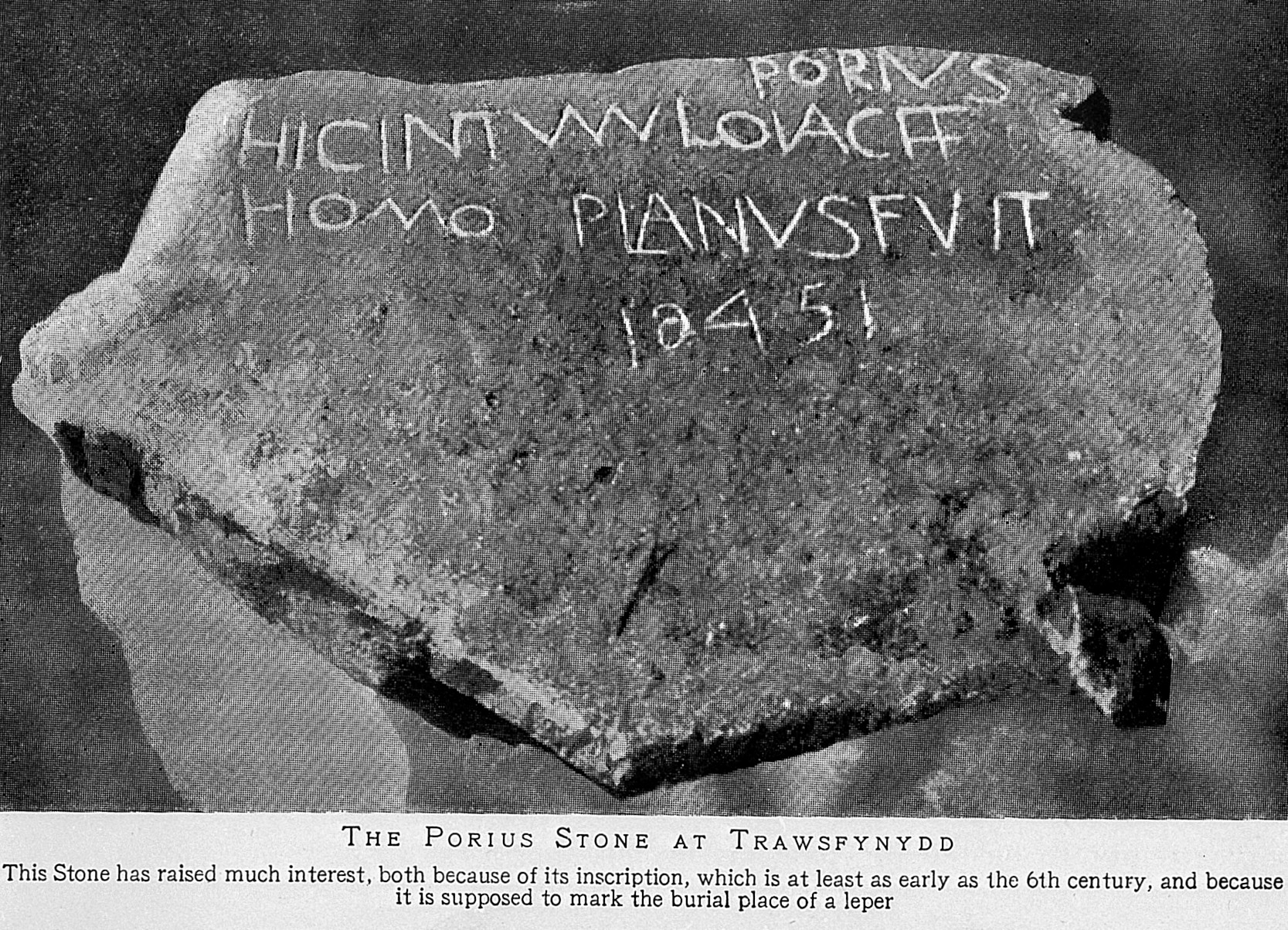
Bedd Porus oder Porius Stone

Der ins 5. oder 6. Jahrhundert datierte Grabstein wurde zwischen 1773 und 1830 von seinem ursprünglichen Aufstellungsort in die gegenwärtige Position seiner im Jahre 1973 dort positionierten Replik versetzt. Der Originalstein steht im Nationalmuseum von Wales. 
Der 46 cm hohe, 109 cm breit und 44 cm dicke Sandstein zeigt keine Anzeichen einer Bearbeitung der Form. 
Etwa 300 m entfernt steht der etwa 3,1 m hohe, 1,5 m breite und 0,3 m dicke Menhir (englisch Standing stone) Llech Idris. In der Nähe liegt auch der Steinkreisrest „Pen-y-stryd“.